# Tromsø Museum
Tromsø Museum är ett norskt regionalt museum, som bildades 1872. Det ingår i Norges arktiske universitetsmuseum i Tromsø i Norge. 
Tankar om ett museum för Nord-Norge väcktes 1840 och ledde till den första utställningen för dåvarande Tromsø amt 1870. Två år senare etablerades ett permanent museum för Tromsø stift i Baptistförsamlingens kyrka vid Fredrik Langnesgate, och senare i en ny museibyggnad vid Muségata 1894. Museet flyttades till Folkeparken 1961. Museets tidskrift "Ottar" har utgivits sedan 1954. 
Tromsø Museum blev 1976 en del av Universitetet i Tromsø och har senare fått namnet "Tromsø Museum - Universitetsmuseet". 
Museet har fyra avdelningar som är öppna för allmänheten: Tromsø Museum på Sørøya, Polarmuseet i Tromsø centrum, M/S Polstjerna i Sørbyen och Tromsø arktisk-alpine botaniske hage i Breivika.